# Gruzja na Letnich Igrzyskach Olimpijskich 2004
Gruzja na Letnich Igrzyskach Olimpijskich 2004 reprezentowało 32 zawodników: 26 mężczyzn i 6 kobiet. Zdobyli oni łącznie cztery medale: dwa złote i dwa srebrne. Z tym wynikiem uplasowali się na 32. miejscu w klasyfikacji medalowej. Był to trzeci występ reprezentacji Gruzji na letnich igrzyskach olimpijskich.
Najmłodszym gruzińskim zawodnikiem na tych igrzyskach był 16-letni sztangista, Arsen Kasabijew, natomiast najstarszym 35-letnia strzelczyni, Nino Salukwadze

## Zdobyte medale

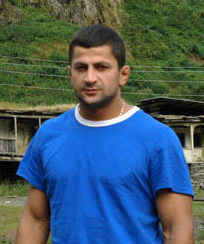
Zurab Zwiadauri, zdobywca złotego medalu

| Medal    | Zawodnik         | Dyscyplina             | Konkurencja                       | Data        |
| -------- | ---------------- | ---------------------- | --------------------------------- | ----------- |
| · Złoto  | Zurab Zwiadauri  | · Judo                 | do 90 kg mężczyzn                 | 18 sierpnia |
| · Złoto  | Giorgi Asanidze  | · Podnoszenie ciężarów | do 85 kg mężczyzn                 | 21 sierpnia |
| · Srebro | Nestor Chergiani | · Judo                 | do 60 kg mężczyzn                 | 14 sierpnia |
| · Srebro | Ramaz Nozadze    | · Zapasy               | styl klasyczny; do 96 kg mężczyzn | 26 sierpnia |

## Skład reprezentacji

### Podnoszenie ciężarów
- do 85 kg mężczyzn: Giorgi Asanidze -   Złoto
- do 94 kg mężczyzn: Arsen Kasabijew - 14. miejsce

### Judo
- do 90 kg mężczyzn: Zurab Zwiadauri -   Złoto
- do 60 kg mężczyzn: Nestor Chergiani -   Srebro
- powyżej 100 kg mężczyzn: Lasza Gudżedżiani - odpadł w 2. rundzie
- do 73 kg mężczyzn: Dawit Kewchiszwili - odpadł w repasażach
- do 100 kg mężczyzn: Iweri Dżikurauli - odpadł w repasażach
- do 81 kg mężczyzn: Grigol Mamrikiszwili - odpadł w 1. rundzie
- do 66 kg mężczyzn: Dawit Margoszwili - odpadł w repasażach

### Zapasy
- do 96 kg mężczyzn: Ramaz Nozadze -   Srebro
- do 55 kg mężczyzn: Irakli Czoczua - 6. miejsce
- do 60 kg mężczyzn: Akaki Czaczua - 9. miejsce
- do 120 kg mężczyzn: Mirian Giorgadze - 15. miejsce
- do 96 kg mężczyzn: Eldar Kurtanidze - 8. miejsce
- do 66 kg mężczyzn: Manuczar Kwirkwelia - nie ukończył
- do 84 kg mężczyzn: Rewaz Mindoraszwili - 13. miejsce
- do 120 kg mężczyzn: Aleksi Modebadze - 14. miejsce
- do 60 kg mężczyzn: Dawit Poghosiani - 5. miejsce
- do 74 kg mężczyzn: Gela Saghiraszwili - 14. miejsce
- do 66 kg mężczyzn: Otar Tusziszwili - 21. miejsce
- do 84 kg mężczyzn: Muchran Wachtangadze - 18. miejsce

### Lekkoatletyka
- trójskok kobiet: Iulia Dubina - odpadła w kwalifikacjach
- 110 m przez płotki mężczyzn: Dawit Ilariani - odpadł w 1. rundzie
- rzut kulą kobiet: Mariam Kewchiszwili - 34. miejsce

### Łucznictwo
- indywidualny konkurs kobiet: Kristine Esebua - 40. miejsce
- indywidualny konkurs kobiet: Chatuna Narimanidze - 51. miejsce

### Gimnastyka

#### Gimnastyka artystyczna
- mężczyźni: Ilia Giorgadze: 
  - wielobój - 22. miejsce,
  - ćwiczenia wolne - 36. miejsce,
  - skok przez konia - 52. miejsce,
  - poręcze - 28. miejsce,
  - równoważnia - 62. miejsce,
  - kółka - 51. miejsce,
  - koń z łękami - 57. miejsce,

#### Trampolina
- indywidualny konkurs kobiet: Rusudan Choperia - 9. miejsce

### Boks
- do 51 kg mężczyzn: Nikoloz Izoria - 9. miejsce
- do 57 kg mężczyzn: Konstantine Kupatadze - 9. miejsce

### Pływanie
- 200 m stylem dowolnym mężczyzn: Zurab Chomasuridze - 58. miejsce

### Strzelectwo
- pistolet pneumatyczny, 10m kobiet: Nino Salukwadze - 10. miejsce
- pistolet sportowy, 25 m kobiet: Nino Salukwadze - 8. miejsce